# Kei Ishikawa
Kei Ishikawa (født 30. september 1992) er en japansk fodboldspiller, som spiller for den japanske fodboldklub Tochigi SC.